# José Nabil Ondo
José Nabil Onva Adjugu (ur. 23 listopada 2005) – piłkarz z Gwinei Równikowej grający na pozycji napastnika. Jest wychowankiem klubu Cano Sport Academy.

## Kariera klubowa
Swoją karierę piłkarską Ondo rozpoczął w klubie Cano Sport Academy, w barwach którego zadebiutował w 2023 roku w pierwszej lidze Gwinei Równikowej.

## Kariera reprezentacyjna
W reprezentacji Gwinei Równikowej Ondo zadebiutował 9 stycznia 2024 roku w zremisowanym 1:1 towarzyskim meczu z Dżibuti, rozegranym w Malabo. W 2024 roku został powołany do kadry na Puchar Narodów Afryki 2023. W tym turnieju nie zagrał w żadnym spotkaniu.